# Hainan (Qinghai)
Hainan (Kinesisk skrift: 海南; pinyin: Hǎinán; tibetansk: མཚོ་ལྷོ; Wylie: Mtsho-lho) er et autonomt præfektur for tibetanere i provinsen Qinghai i Folkerepublikken Kina.
Det har et areal på 45.895 km² , og en befolkning der i 2007 var anslået til 400.000 mennesker.

## Administrative enheder
Det autonome præfektur Hainan har jurisdiktion over 5 amter (县 xiàn).
| Kort             | Kort    | Kort   | Kort         | Kort      | Kort             | Kort                   | Kort        | Kort      |
| ---------------- | ------- | ------ | ------------ | --------- | ---------------- | ---------------------- | ----------- | --------- |
| Kort over Hainan |         |        |              |           |                  |                        |             |           |
| #                | Navn    | Hanzi  | Pinyin       | Tibetansk | Wylie            | Befolkning (2003 est.) | Areal (km²) | Indb./km² |
| Amter            |         |        |              |           |                  |                        |             |           |
| 1                | Gonghe  | 共和县 | Gònghé Xiàn  | ཀུང་ཧོ་རྫོང་  | kung ho rdzong   | 120.000                | 16.050      | 7         |
| 2                | Tongde  | 同德县 | Tóngdé Xiàn  | ཐུང་ཏེ་རྫོང་  | thung te rdzong  | 50.000                 | 6.494       | 8         |
| 3                | Guide   | 贵德县 | Guìdé Xiàn   | ཀུའེ་ཏེ་རྫོང་  | ku'e te rdzong   | 100.000                | 3.600       | 28        |
| 4                | Xinghai | 兴海县 | Xīnghǎi Xiàn | ཤིན་ཧའེ་རྫོང་ | shin ha'e rdzong | 60.000                 | 13.158      | 5         |
| 5                | Guinan  | 贵南县 | Guìnán Xiàn  | ཀུའེ་ནན་རྫོང་ | ku'e nan rdzong  | 70.000                 | 6.593       | 11        |